# 安南

安南保護国
Protectorat d'Annam
Xứ bảo hộ Trung Kỳ
處保護中圻

国歌: 登壇宮（en）
安南（紫）

安南（あんなん、フランス語: l'Annam、ベトナム語: Trung kỳ / 中圻）は、フランス統治時代のベトナム北部から中部を指す歴史的地域名称で、唐代の安南都護府に由来する。ただし、これはフランス側の呼称であって阮朝ベトナム（大南国）の行政区分における中圻（チュンキ）に相当している。ベトナム独立後、安南に相当する地域を指す名称にはミエンチュン（中部地方）（ベトナム語：Miền Trung / 沔中）が主に用いられ、アンナンは余り用いられない。

## 名称
フランスの植民地支配下ではインドシナ連邦を構成する被保護国、即ち阮朝（大南国）支配下のベトナム中部に対して安南という呼称が採用された。フランス植民地当局がトンキン（東京）とコーチシナを含む越南（ベトナム、le Vietnam）を用いることを極力避けたこともあって、フランス語の学術書などでは、ベトナム全域の呼称としても安南が用いられることが多かった。

## 歴史

### 阮朝
ベトナムの独立とその後の歴代君主に対する中国側からの安南国王（一時期は安南都統使）冊封等に伴い、歴代ベトナム諸王朝の統治する範囲の地理的名称としても用いられるようになった。歴代ベトナム諸王朝も中国や日本などに対しては安南の国号を用いていた。阮朝は越南、のちに大南という国号を名乗っていた。

### トンキン戦争
1882年、アンリ・リビエール率いるフランス軍が再びトンキンに侵攻した（トンキン戦争）。

### フランス保護領アンナン
1883年、フエ（順化）の阮朝政府は、フランスの軍事的圧力の下で癸未条約（第一次フエ条約、アルマン条約）を締結し、安南がフランスの被保護国であることを承認させられた。この条約はさらに南部のビントゥアン（平順）をコーチシナ植民地に割譲し、北部のタインホア（清化）、ゲアン（乂安）、ハティン（河靜）の3省をトンキンに編入すること、安南地方は関税、土木を除き阮朝皇帝によって統治されること、首都フエにはフランス理事官を置くこと、トンキンは保護領として実質的にフランスの管理下に置くことなどを定めていた。
さらに翌1884年には甲申条約（第二次フエ条約、パトノートル条約）が調印され、フランスの代表である総督が安南国の外交権を統括すること、フエ皇宮の一角にフランス守備隊を常駐させることなどが定められた。

### 清仏戦争
このようなフランスのベトナムに対する露骨な侵略は、ベトナムの宗主国である清の介入を招き、清仏戦争（1884年 – 1885年）が勃発するが、天津条約によって清はベトナムに対する宗主権を放棄する。また、ベトナム国内では各地に勤皇運動が発生し、対仏レジスタンスが展開されるが、フエの宮廷を逃れ、山中で勤皇運動を主導していた咸宜帝が1888年、フランス軍に逮捕されたことにより、終息に向かうこととなった。

### フランス領インドシナ
安南は当初、フランス外務省の管轄下に置かれていたが、1887年の政令によって海軍植民地省の管轄下に入り、同時に新設されたインドシナ総督によって統括されることになる。こうして安南国はインドシナ連邦を構成する一員となるが、フエ朝廷の阮朝皇帝の下でベトナム人官吏が国内行政を担当し、1916年頃までは科挙の試験も実施されていた。しかし次第にベトナム語・フランス語混成教育機関卒業者が公務員に登用されるようになってゆく。